# Wasilij Jerszow
Wasilij Jeremiejowicz Jerszow (ros. Василий Еремеевич Ершов, ur. 15 sierpnia 1949 w  Sakach, zm. 6 listopada 2000 w Zaporożu) – lekkoatleta, specjalizujący się w rzucie oszczepem, który startował w barwach Związku Radzieckiego.
Złoty medalista uniwersjady, która w 1977 roku odbyła  się w Sofii. Uzyskał wówczas wynik 81,60 i o niespełna pół metra pokonał reprezentanta Wielkiej Brytanii Dave'a Ottley’a. Szósty zawodnik olimpijskiego konkursu w Montrealu (1976). W 1978 zajął piątą lokatę w mistrzostwach Europy. Wielokrotny reprezentant ZSRR w meczach międzypaństwowych – także przeciwko reprezentacji Polski. Rekord życiowy: 89,02 (2 lipca 1983, Czernihów).